# Угдан
Угда́н (рос. Угдан) — село у складі Читинського району Забайкальського краю, Росія. Адміністративний центр та єдиний населений пункт Угданського сільського поселення.

## Населення
Населення — 1255 осіб (2010; 926 у 2002).
Національний склад (станом на 2002 рік):
- буряти — 71 %
- росіяни — 28 %